# Kryšpín z Viterba
Svatý Kryšpín z Viterba O.F.M. Cap. (13. listopadu 1668, Viterbo – 19. května 1750, Řím) byl italský řeholník Řádu menších bratří kapucínů.

## Život
Narodil se 13. listopadu 1668 ve Viterbu jako Pietro Fioretti. Když mu bylo pět let, jeho matka ho vzala do místní svatyně Panny Marie, kde jej zasvětila Matce Boží a předala ho pod její zvláštní ochranu. Od dětství byl znám pro svou zbožnost a znalosti o svatých; a tak měšťané ho oslovovali il santarello (malý svatý). Vzdělání získal od Jezuitů a u svého strýce se vyučil ševcem.
V 25 letech požádal o přijetí jako laický bratr do Kapucínského domu ve Viterbu. Po přijetí přijal jméno Kryšpín. Nějakou dobu sloužil jako zahradník a kuchař v klášteře. Poté byl poslán do Tolfy, do města nedaleko vzdáleného od Civitavecchie. Z Tolfy byl poslán do Říma a později do Albana a Bracciana. Kryšpína navštívilo mnoho slavných mužů, biskupové, kardinálové a dokonce i sám papež, který měl zalíbení v konverzaci s pokorným bratrem. Kryšpínovým stálým cílem bylo napodobovat ctnosti jeho patrona svatého Felixe z Cantalice, kterého si vybral jako model dokonalosti žití řeholního života.
Roku 1709 byl poslán do Orvieta, kde byl zahradníkem a do konce svého života sběračem almužen. V posledních měsících roku 1715 pobýval v Bassanu. Dne 13. května 1748 byl převezen do ošetřovny v Římě. Zemřel 19. května 1750. Jeho tělo odpočívá v kostele Santa Maria Immacolata a via Veneto v Římě.
Blahořečen byl 7. září 1806 papežem Piem VII. a svatořečen 20. června 1982 papežem sv. Janem Pavlem II.